# 薩阿德·奧包德宮殿群
薩阿德·奧包德宮殿群（羅馬化：Majmuʻe-ye Saʻd-âbâd）又译萨阿德阿巴德宫、萨德阿巴德宫、萨德阿巴德王宫建筑群等，位于德黑兰北部的谢米兰，是佔地逾三百公頃的複合建築群，最初建於愷加王朝，後來經過一輪擴建，巴列維王朝的禮薩汗及其兒子穆罕默德-禮薩·巴列維都將薩阿德·奧包德宮殿群綠宮當作寓所。伊斯蘭革命勝利後，薩阿德·奧包德宮殿群的一部分被當作博物館向公眾開放，另一部分作為今日伊朗總統的官邸。尼亚瓦兰宫在其附近。
1937年7月8日，伊朗、土耳其、阿富汗、伊拉克四国曾在此签订《萨德阿巴德条约》，该条约规定当某个成员国受到外来威胁时，其他成员国将给予支援。缔约各国保证互不干涉内政，尊重共同边界，互不侵犯。

## 圖集

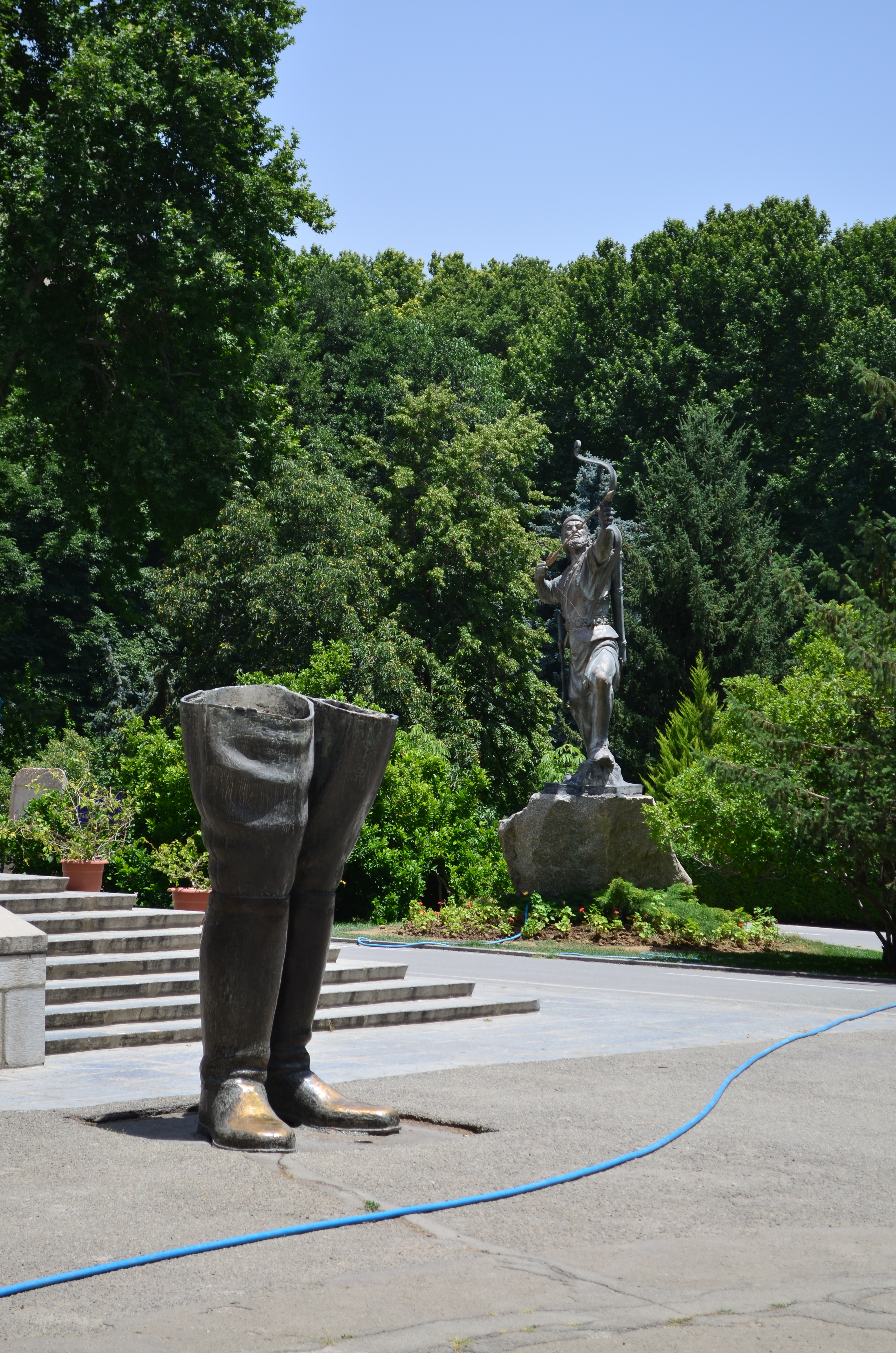
Statue of the Shah's Legs
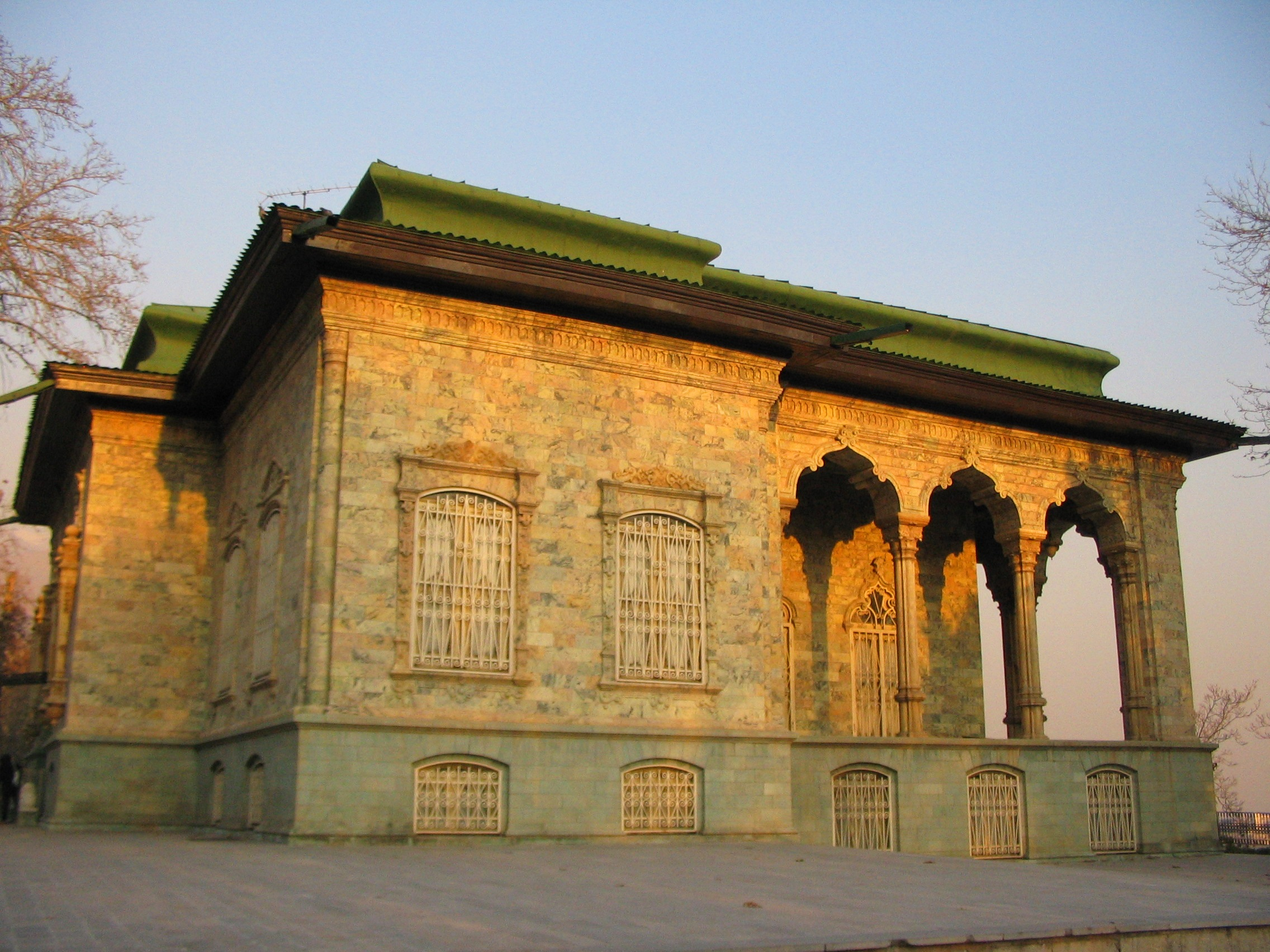
The Green Palace
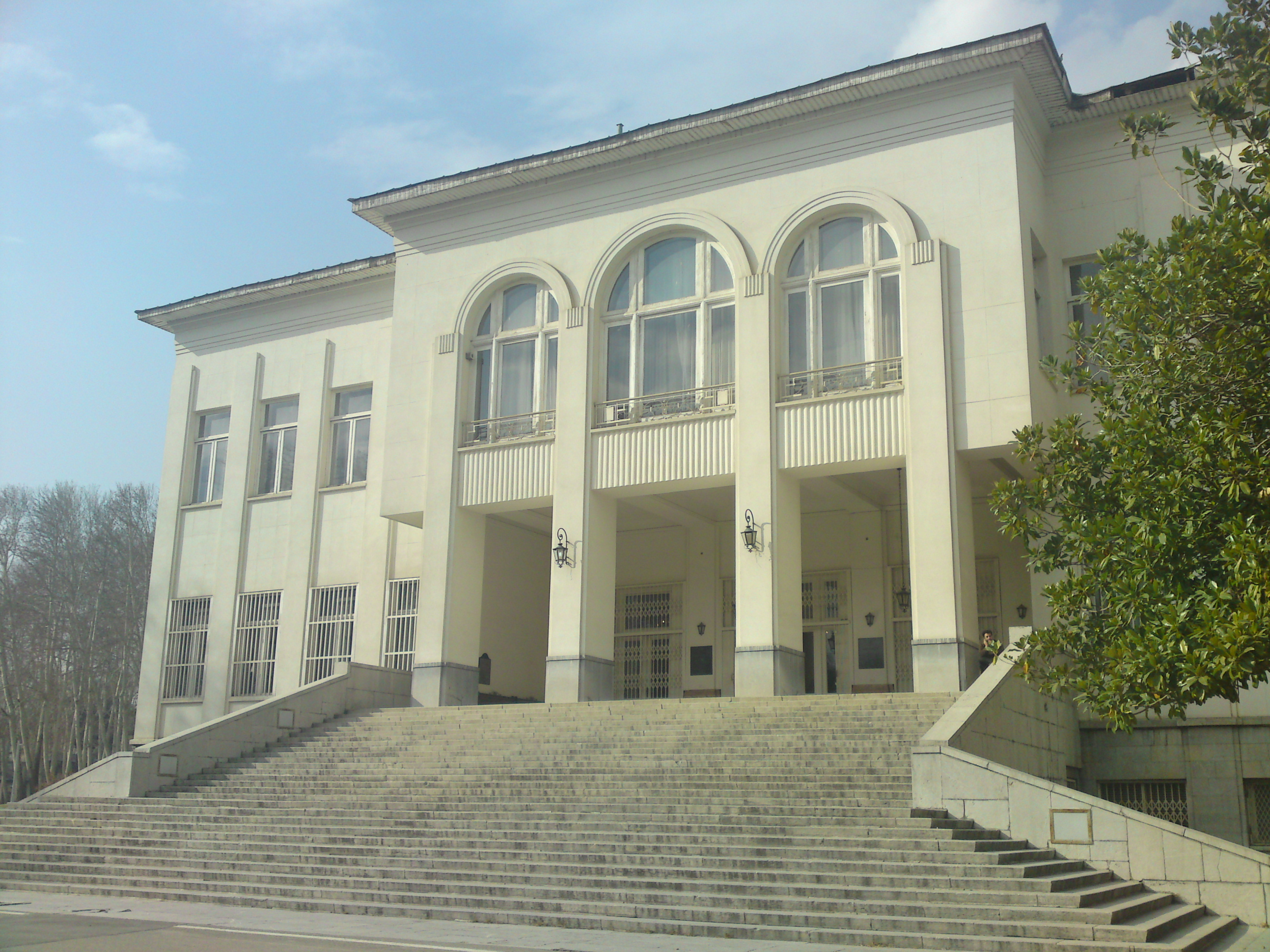
The White Palace
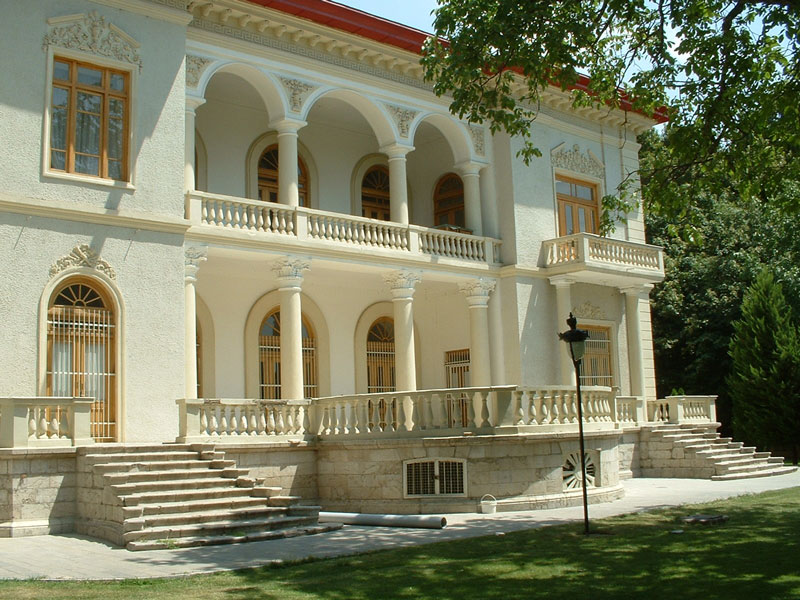
Princess Shams palace
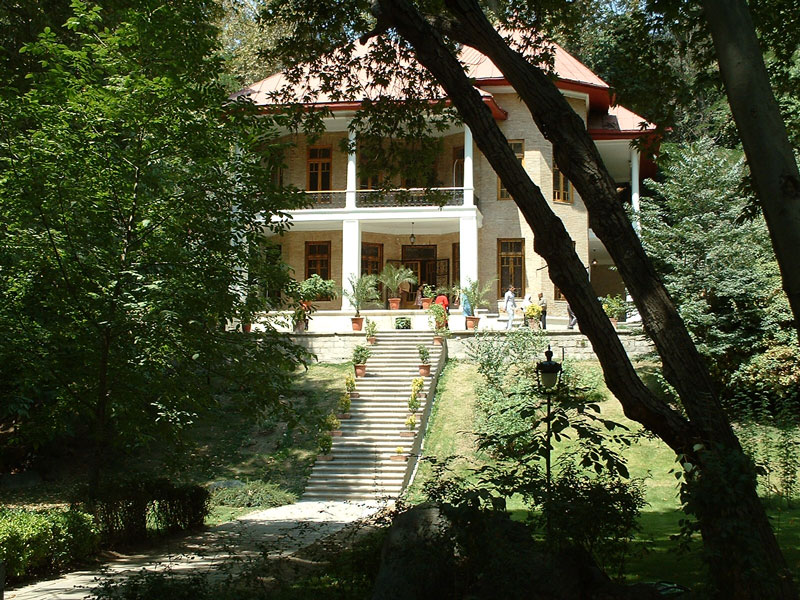
Prince Bahman Palace
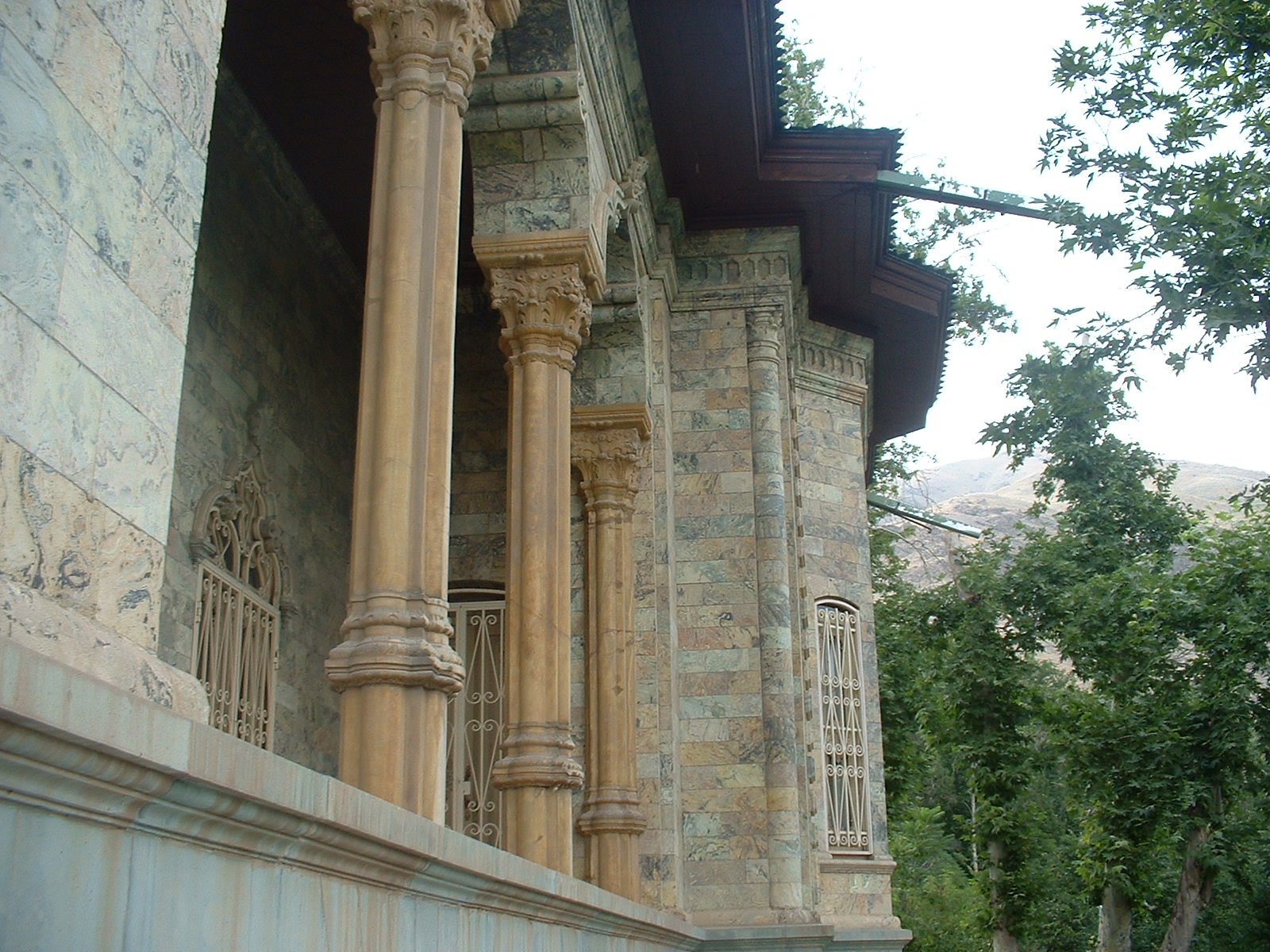
Side view of the Green Palace
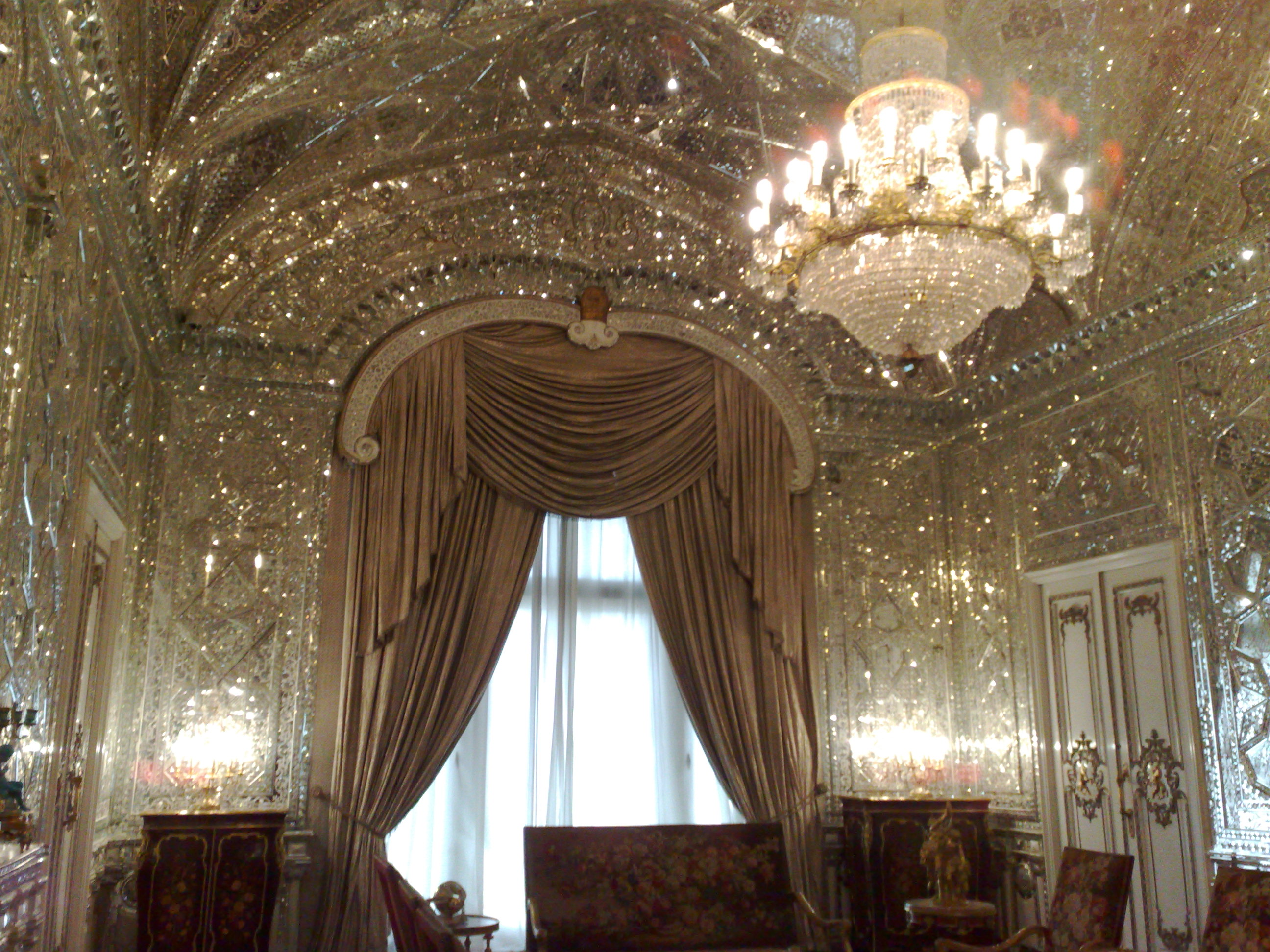
Mirror Hall of the Green Palace
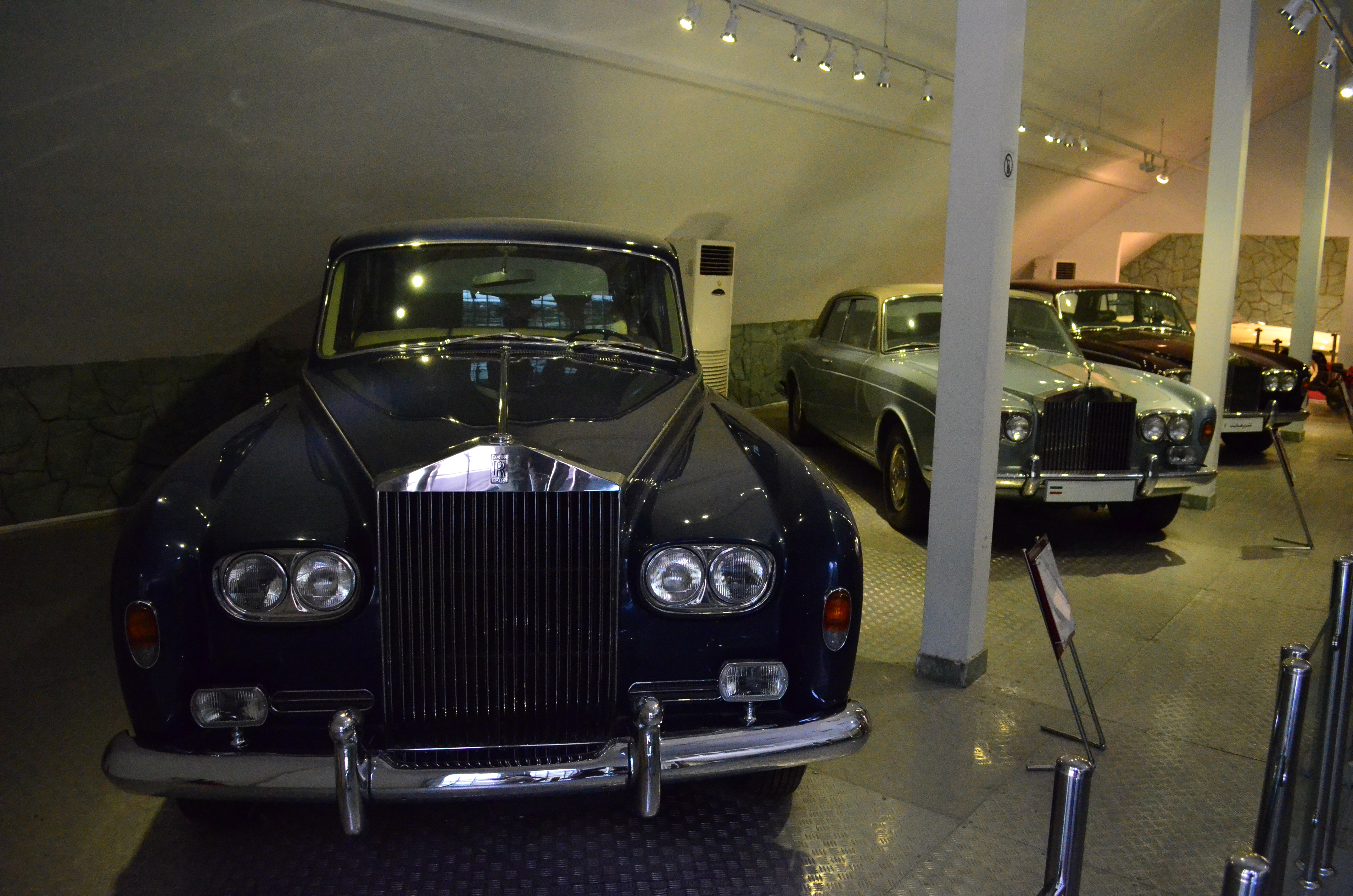
Section of the Royal Cars
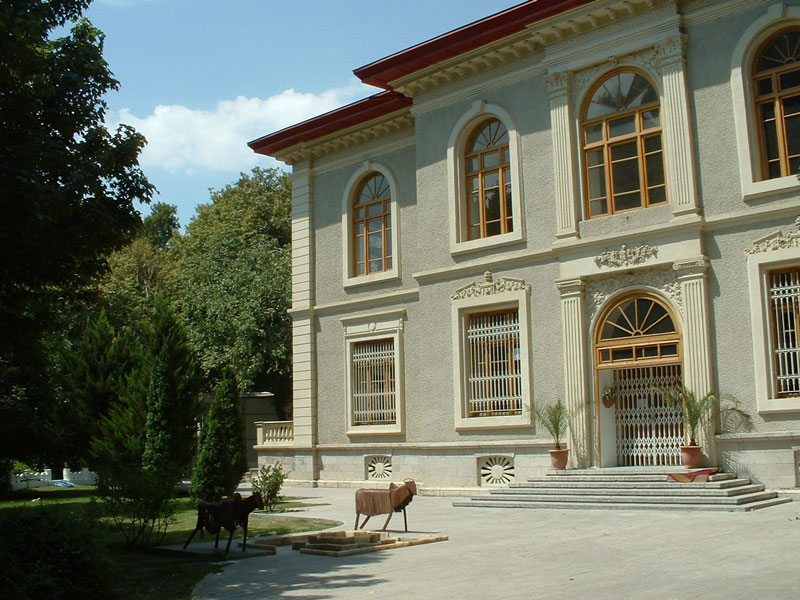
Museum of the Royal Clothes
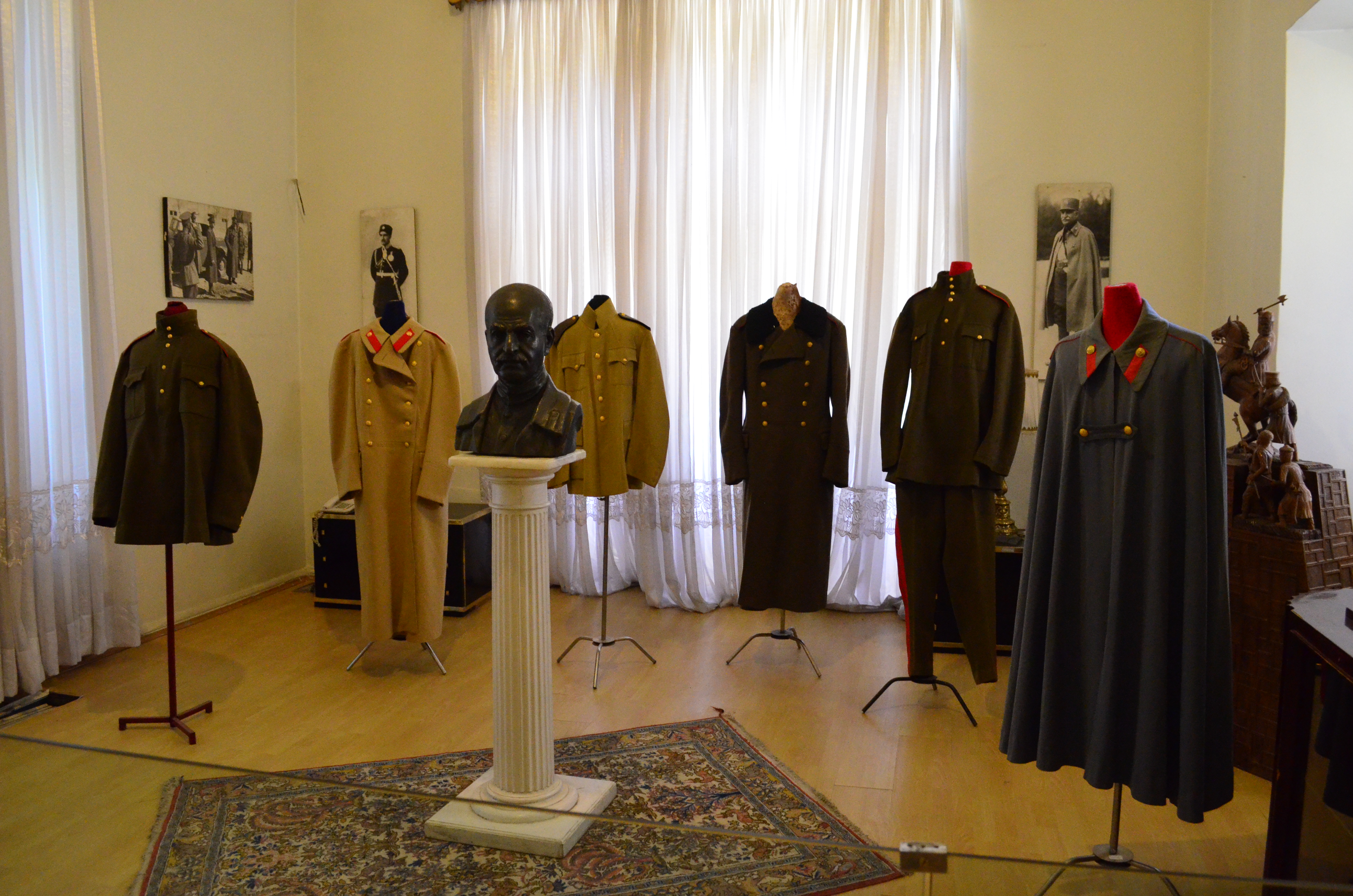
Section of Reza Shah's clothes
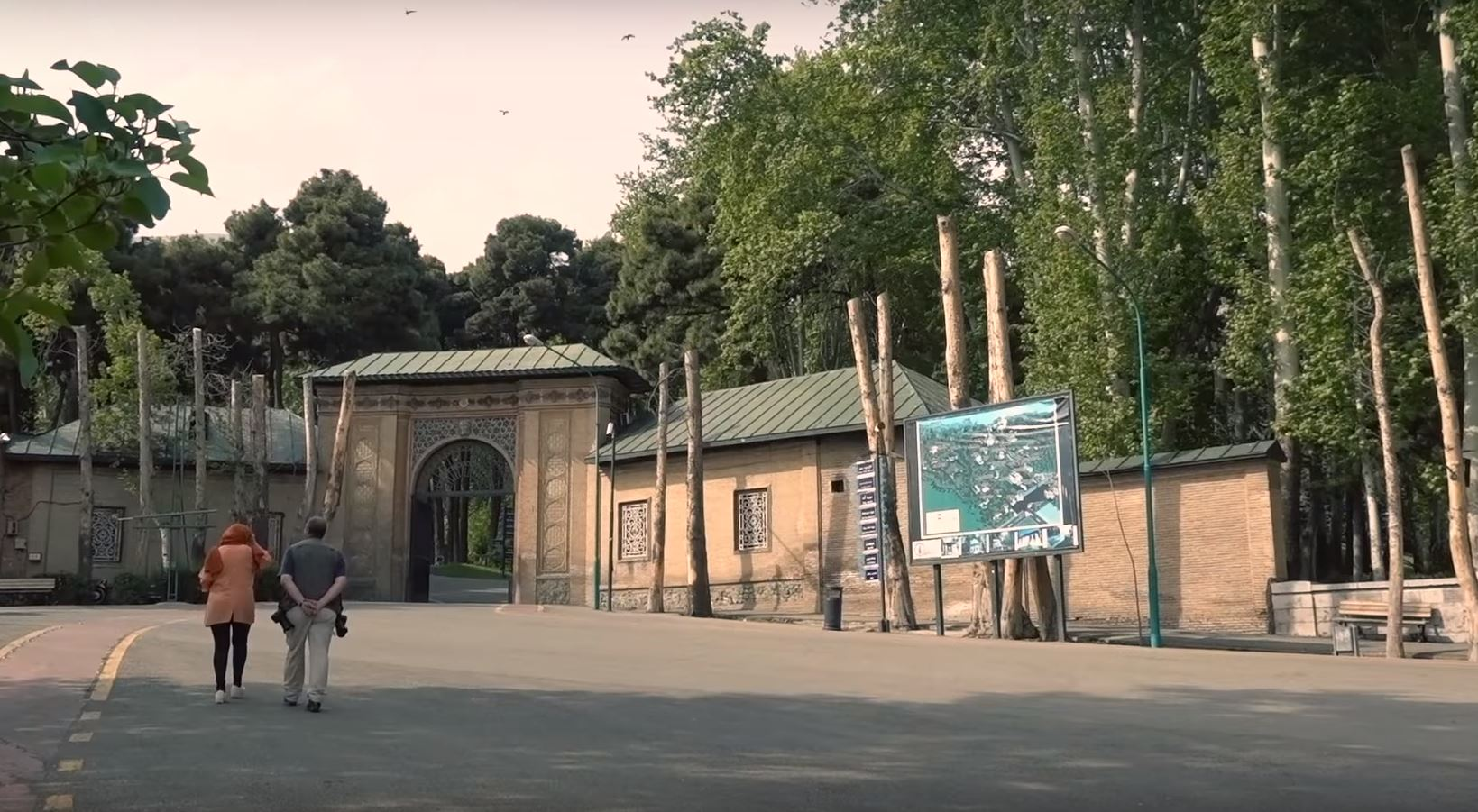
Sa'adabad Gate
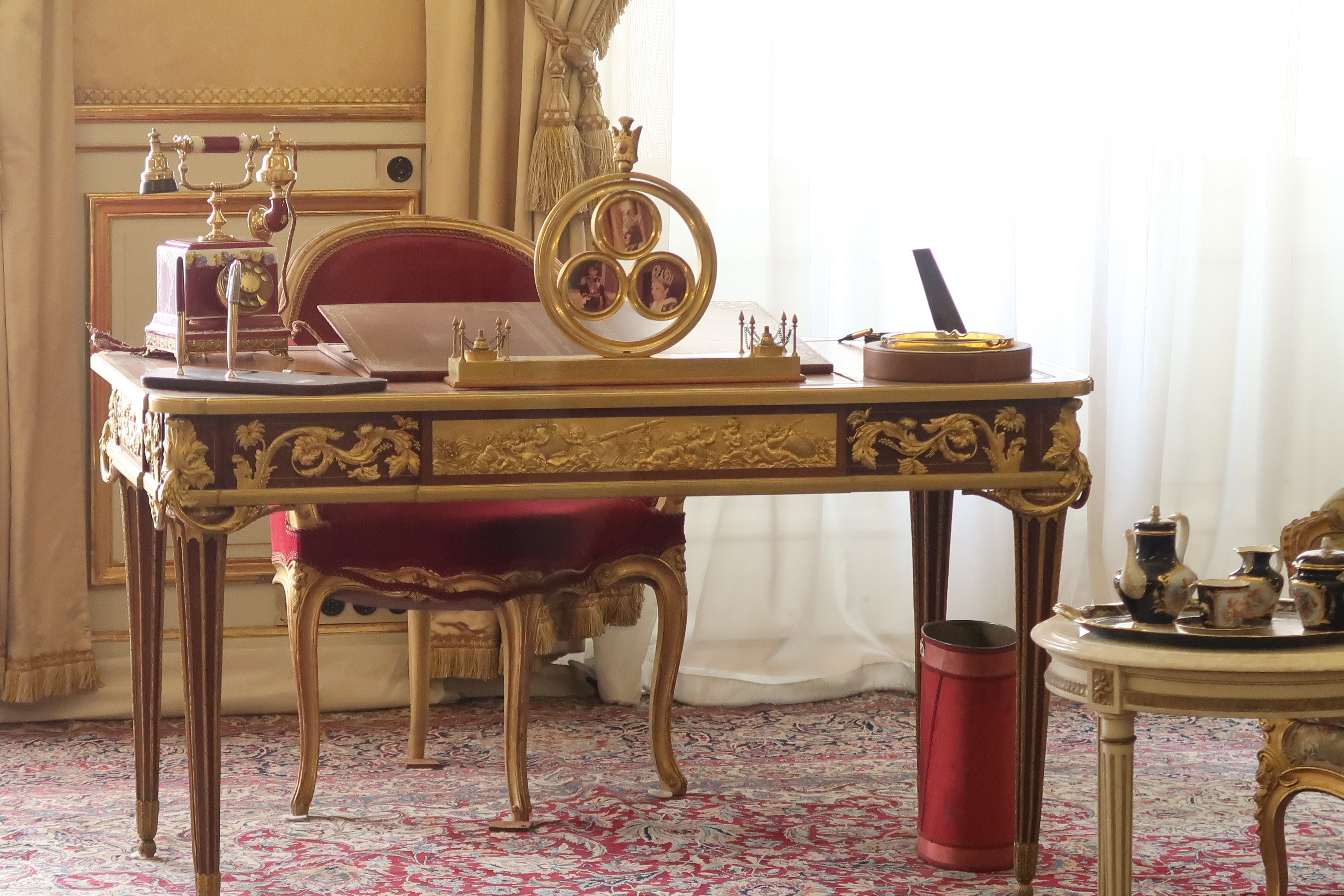